# Gira il mondo gira
Gira il mondo gira è la prima raccolta della rock band Finley, pubblicato il 14 giugno 2016 dalla loro etichetta indipendente Gruppo Randa. L'album è composto da 2 CD: il primo contiene 6 brani inediti più pezzi del passato arrangiati in modo diverso; il secondo è una selezione dei loro maggiori successi per festeggiare il decennale dall'uscita del loro primo album.

## Tracce
CD 1
1. Unleash the Power
2. Carnevale
3. I Fought the Law
4. Day of Glory
5. Horizon
6. Il mondo (gira il mondo gira)
7. Fuoco e Fiamme (Style Remix)
8. Un giorno qualunque
9. Invincibile
10. Un freddo lungo inverno
11. Sempre solo noi

CD 2
1. Tutto è possibile
2. Fumo e cenere
3. Diventerai una star
4. Sole di settembre
5. Adrenalina
6. Domani
7. Ricordi
8. Il tempo di un minuto
9. Meglio di noi non c'è niente
10. Il meglio arriverà (feat. Edoardo Bennato)
11. La mia notte
12. Il mondo che non c'è